# Carlos Alberto Fernandes (tennista)
Carlos Alberto Fernandes (San Paolo, 6 febbraio 1936) è un ex tennista brasiliano.

## Carriera
Ha ottenuto il suo migliore risultato agli Internazionali di Francia 1961 dove è riuscito ad avventurarsi fino ai quarti di finale eliminando sul suo percorso le teste di serie Pierre Darmon e Bob Hewitt.
Ha rappresentato la sua nazione ai Giochi panamericani dove nel 1963 ha conquistato la medaglia d'oro nel doppio maschile, oltre che in Coppa Davis. Con la squadra brasiliana ha disputato un totale di quaranta incontri vincendone venticinque.